# 彭華幹
彭華幹（1962年9月27日—），2012年7月以前曾任《臺灣時報》記者，為前東森新聞台《關鍵時刻》的評論員之一，以誇張的肢體動作竄紅。後來以同樣風格，成為中天新聞台《新聞龍捲風》節目的固定評論員。2014年4月4日至6月24日之間，因太陽花學運「物化女性爭議事件」，中天新聞一度停止邀請彭華幹參與錄影。近年來，常和妻子上綜藝節目和談話節目聊家庭生活。

## 經歷
前《臺灣時報》記者、前東森新聞台《關鍵時刻》評論員、中天新聞台《新聞龍捲風》評論員。

## 簡歷
2012年7月11日，彭華幹上中天娛樂台《康熙來了》時神情落寞，直到被同節目的名嘴王瑞德爆料剛剛才從《臺灣時報》離職，他才尷尬地說，「上級問我現在到底是電視台的人還是他的人，兩件事情沒辦法兼顧」；但彭華幹仍在《臺灣時報》掛顧問職，他說：「我其實根本就不想當名嘴，是製作單位逼我出來的，他們說缺人就叫我去，還說『幹哥，我沒你會死』」。
2013年6月17日，彭華幹自詡「文化流氓」，並言在家也是如此，稱結婚十年始終為大男人，妻室曾受不了而離家。
2014年9月29日，彭華幹與馬千惠主持的中天娛樂台《大學生冰的啦》開播

## 戲劇
- 2014 天后之征

## 爭議事件

### 茉樹代等毆打計程車司機事件
- 2012年2月，彭華幹在東森新聞台《關鍵時刻》示範川島茉樹代的男友友寄隆輝當時如何毆打司機、將其拖出駕駛座狂揍，緊接著更將他摔到地上猛踹肋骨，再用腳後跟踢運將的後腦勺。惟彭不在現場，憑想像模擬事發情景，引發輿論撻伐[5]。

### 模擬八里雙屍案
- 2013年3月15日，彭華幹與戴立綱在主持中天新聞台《新聞龍捲風》時，在八里雙屍案現場模擬實況。但兩人的誇張動作與激動神情、臆測地重建案發現場，引起社會的不滿。傳播學者管中祥則具文批評，即使一時有高收視率，仍不值得高興[6]。

### 洪仲丘疑似在禁閉室過度操練案
- 2013年8月2日，彭華幹在媒體透露，夢見洪仲丘喊冤：「洪在夢中形體模糊，我知道那是他，他還告訴我『我真的是冤枉的，嚥不下這口氣』。原本我沒很關心此案，從那天起就決心全力追真相[7][8]。」

### 太陽花學運「物化女性爭議事件」
- 2014年4月4日在《新聞龍捲風》上針對一名參與太陽花學運的乳癌女病友劉喬安（本名劉依涵，1985年4月4日生於台北市）的照片[9]，以煽情、性別歧視的論調評價一張劉喬安的相片[10] [11]。
- 此事件引發網友大量向NCC意見信箱送出申訴，並導致NCC申訴機制暫時癱瘓[12]。據NCC表示，截至4月15日為止關於此事共接獲近6000件申訴。此外，勵馨基金會等女權團體也對此事件發表譴責。
- 4月6日，彭華幹表示歉意。[13][14]但網友對節目及他個人的評批，彭的評論立場不變。[15]
- 4月7日，彭華幹與戴立綱對於此爭議，在《新聞龍捲風》中三度鞠躬、公開致歉。[16]
- 4月16日，NCC依《衛星廣播電視法》，認定節目違反「妨害公共秩序或善良風俗」，對中天新聞台核處新台幣50萬元罰款。隨後，中天新聞發表聲明：停止彭華幹的通告。[17]6月，中天解禁[18]。
- 9月10日，彭華幹說，他最近看新聞感觸良多，原來當初他是因在《新聞龍捲風》中物化女性而遭女權團體圍攻而下台，但這幾天來，他看到無黨籍台北市長參選人柯文哲在不同場合發言也不夠尊重女性，「卻不見勵馨基金會、婦女新知基金會出來發言；如果有，是我沒看到，我道歉，但柯文哲有因此丟掉候選人的角色？」他強調，自己認真反省，也自知當初的動作、發言是錯的；不過，對於社會給了雙重標準，他只有無奈長嘆[19]。
- 12月10日，對於劉喬安被《台灣壹週刊》爆料援交事件，彭華幹說，他現在心如止水，對這種事看很淡，「完全不覺得有什麼平不平反」。他說，經過太陽花學運事件，他思考很多，當初劉喬安第一時間沒有告他，他就已經很感謝了。他也說，劉喬安的行為跟他沒有直接關聯，他也不會隨意評判別人的價值觀，「若這件事情是真的，我想她應該也是迫於無奈，因為生活所迫」。他認為，劉喬安若是沽名釣譽、愛慕虛榮的人，她就不會參加太陽花學運；他希望外界不要再用有色的眼光、幸災樂禍的態度去看待劉喬安，「我現在心如止水，應該要好好思考的是我的未來」[20]。
- 12月22日，彭華幹說，他現在是「失業人口」，沒有固定工作，從人生高峰跌到谷底，從「收視保證」變成「拒絕往來戶」；他淡淡地說，名嘴非英雄，「一朝不紅，就像是被丟到焚化爐裡灰飛煙滅」[21]。
- 2015年7月20日，彭華幹重返新聞龍捲風.成為常態來賓

## 外部連結
- 彭華幹的Facebook專頁